# Gasterophilus nigricornis
Gasterophilus nigricornis är en tvåvingeart som först beskrevs av Friedrich Hermann Loew 1863.  Gasterophilus nigricornis ingår i släktet Gasterophilus och familjen styngflugor. Inga underarter finns listade i Catalogue of Life.